# Keiner haut wie Don Camillo
Keiner haut wie Don Camillo (Originaltitel: Don Camillo) ist ein italienischer Spielfilm aus dem Jahr 1984 von und mit Terence Hill. Der Film ist ein Remake des Films von 1952 mit Fernandel, der auf den Geschichten über Don Camillo und Peppone von Giovannino Guareschi basiert.

## Handlung
In einem kleinen Ort in der Poebene folgt auch der dortige Priester Don Camillo dem Wandel der Zeit. Er fährt ein Motocrossrad und vollzieht sogar eine Trauung beim Fallschirmspringen. Doch nicht alles verändert sich. Die Scharmützel des Priesters mit dem kommunistischen Bürgermeister Giuseppe Bottazzi, genannt „Peppone“, ziehen sich wie ein roter Faden durch die Handlung und gestalten sich variantenreich. Ein ums andere Mal zankt sich der Geistliche mit dem Bürgermeister, obwohl beide eigentlich vom gleichen Schlag sind und jeder ohne den anderen nicht kann. Kaum ist der erste Ärger verzogen, droht neues Ungemach, als Peppone gegen den Willen von Don Camillo den Bau eines örtlichen Freizeitheims für einen groß angelegten Propaganda-Feldzug gegen die Kirche nutzen will. Nur widerwillig segnet Don Camillo den Grundstein, als Peppone von der Niederkunft seiner Frau erfährt. Nun möchte Peppone seinen kürzlich geborenen Sohn auf den Namen Lenin taufen, was Camillo entrüstet ablehnt. So sehen sie sich gezwungen, die Angelegenheit per Faustkampf im Kirchturm auszutragen und versehentlich sämtliche Glocken läuten, wobei die Bewohner meinen, es würde eine Hochzeit geben.
Symbolisch für ihren Kleinkrieg sind die turnusmäßigen Fußballspiele im Dorf, bei denen jeder eine Mannschaft aufs Feld schickt und die in Prügeleien ausarten. Peppone besticht sogar den Schiedsrichter, damit der das traditionelle Spiel zu seinen Gunsten pfeift. Camillos unorthodoxes Vorgehen stößt bei seinem Bischof indes sauer auf, der ihn lieber früher als später strafversetzen möchte und dies auch immer wieder androht. Mit einem Sieg über Peppone beim Scopaturnier kann Don Camillo dem Vormarsch des Kommunismus vorübergehend Einhalt gebieten. Doch im anschließenden Zwiegespräch mit Gott räumt er ein, gemogelt zu haben, und er bringt die Sache mit einem weiteren ehrlichen Spiel wieder ins Reine.
Schließlich bekommt er seine große Chance, es Peppone heimzuzahlen. Dieser hat unter falschem Namen ein Lotterielos gekauft und den Hauptgewinn gezogen. Da ihm als kommunistischem Bürgermeister aber untersagt ist, eine so enorme Geldsumme zu besitzen, schickt er seinen einzigen „Freund“ Don Camillo los, um das Geld in Empfang zu nehmen. Camillo lässt sich darauf ein, weigert sich aber, Peppone das Geld zu geben – unter anderem, weil Peppone bei dem angegebenen Alias-Namen einen Fehler begangen habe. Schlussendlich erhält er seinen Gewinn, wenn auch nur zum Teil, da Don Camillo als Preis für sein Schweigen einen Teil als Kirchenspende einbehält.
Nebenbei kümmert sich Don Camillo aber auch um die Sorgen seiner „Schäfchen“. So lässt er das Dorfmädchen Lilly mit ihren Freundinnen im Kirchenschiff Rollschuh laufen, da die umliegenden Straßen zu gefährlich sind, und kümmert sich um den Scheidungsjungen Magrino, der zwar ständig Streiche spielt (besonders gern lässt er an abgestellten Zweirädern die Luft ab), aber ein gutes Herz hat. Indem Don Camillo dazu beiträgt, dass sich dessen Familie wiederfindet, hilft er dabei auch sich selbst und seinem eigenen Seelenheil.
Schließlich kommt es zu einem Fußball-Rückspiel, bei dem sowohl Don Camillo als auch Peppone verbotenerweise Profispieler einwechseln. Als sich ihre Mannschaften durch raues Foulspiel gegenseitig dezimieren, treten die beiden direkt gegeneinander an. Don Camillo kann den entscheidenden Elfmeter Peppones halten, da Magrino vorher die Luft aus dem Ball gelassen hat, und es kommt erneut zur Massenprügelei.
Nun macht der Bischof seine Drohung wahr und versetzt Don Camillo in ein entlegenes Bergdorf. Bei seiner Abreise stellt sich dann heraus, dass die ganze Gemeinde hinter ihm steht, obwohl Peppone jede Abschiedsversammlung verboten hat. Don Camillos eigene Leute verabschieden ihn am nächsten Bahnhof und Peppone am übernächsten, wobei er verspricht, sich für seine baldige Rückkehr einzusetzen.

## Kritiken
„Neuverfilmung der bekannten Geschichten von Don Camillo und Peppone, jenen beiden Streithähnen aus der Po-Ebene, die sich in einer Art Hassliebe mit ihren grundverschiedenen Weltanschauungen gegenseitig das Leben schwer machen. Ein grobmaschiger grellbunter Film – Don Camillo fährt jetzt Rollerskate und versucht sogar, eine Trauung als Fallschirmspringer zu vollziehen –, nicht in allen Belangen überzeugend, als anspruchslose Unterhaltung aber annehmbar.“

## Synchronisation
Die deutsche Fassung entstand bei der Rainer Brandt Filmproduktions GmbH in Berlin. Für das Dialogbuch und die Regie war Rainer Brandt selbst verantwortlich.
| Darsteller      | Rolle                       | Synchronsprecher  |
| --------------- | --------------------------- | ----------------- |
| Terence Hill    | Don Camillo                 | Thomas Danneberg  |
| Colin Blakely   | Giuseppe „Peppone“ Bottazzi | Michael Chevalier |
| Mimsy Farmer    | Jo Magro                    | Rita Engelmann    |
| Lew Ayres       | Doktor                      | Ingo Osterloh     |
| Cyril Cusack    | Bischof                     | Helmut Heyne      |
| Andy Luotto     | Smilzo                      | Wolfgang Völz     |
| Sam Whipple     | Gigio                       | Oliver Rohrbeck   |
| Allan Arbus     | Jesus (Stimme)              | Horst Schön       |
| Ross Hill       | Magrino                     | N. N.             |
| Jennifer Hingel | Lilly                       | N. N.             |
| Franco Diogene  | Binella                     | Lothar Köster     |

## Trivia
- Im Gegensatz zu den Originalfilmen entstand dieser Film in der Provinz Mantua. Das kleine Städtchen Pomponesco bildete dabei die Kulisse für den Ort, in dem die Handlung stattfindet; die Originalfilme entstanden in Brescello, Provinz Reggio Emilia. Sämtliche Innendrehs (vor allem die in der Kirche) fanden dagegen in den Cinecittà-Studios in Rom statt.[3] Eine der Schlußszenen, bei der sich die Kirchgemeinde von Don Camillo am Zug verabschiedet, wurde am Bahnhof Gualtieri gedreht, der heute relativ unverändert aussieht, so wie er im Film zu sehen ist.
- Der Film ist Giuseppe Colizzi gewidmet, der zusammen mit Hill und Bud Spencer mehrere ihrer erfolgreichsten Filme gedreht hatte und fünf Jahre zuvor gestorben war.[3]
- Nahezu die gesamte Familie von Terence Hill wirkte an dem Streifen mit. Er selbst agierte als Hauptdarsteller, Regisseur und Produzent; Ehefrau Lori schrieb das Drehbuch, sein Sohn Jess wirkte als Stuntman mit und sein 1990 verstorbener Adoptivsohn Ross spielte den Lausbuben Magrino. Sal Borgese zeichnete wie schon in etlichen Filmen von Terence Hill und Bud Spencer, in denen er zudem als Handlanger mitwirkte, als Stuntkoordinator verantwortlich.[3]
- Cyril Cusack hatte bereits einige Jahre zuvor zusammen mit Terence Hill vor der Kamera gestanden[3]; in Zwei Himmelhunde auf dem Weg zur Hölle mimte er den alten Edelsteinschürfer Matto.
- Bei den im Fußballspiel eingesetzten Profis handelte es sich um einige zum damaligen Zeitpunkt bekannte italienische Fußballstars. Für Don Camillo kickte Roberto Boninsegna, während Peppone das Trio Carlo Ancelotti, Roberto Pruzzo und Luciano Spinosi für sich auflaufen ließ.[3]
- Ursprünglich sollte Tomás Milián die Rolle des Peppone spielen, er stieg aber noch vor Drehbeginn aus dem Projekt aus.[4]